# Meglenorumunjski jezik
Meglenorumunjski jezik (meglenski; ISO 639-3: ruq), istočnoromanski jezik kojim se služe Meglenski Vlasi, oko 5000 govornika u području Grčke i Makedonije. Do podjele 4 istočnoromanska jezika dolazi između 500 i 1000 godine iza Krista. Oko 2000 Meglenskih Vlaha živi u Makedoniji, ostali u Grčkoj.

## Vanjske poveznice
- Ethnologue (14th)
- Ethnologue (15th)